# Алейниково (Белгородская область)
Алейниково — село в Алексеевском районе (городском округе, с 2018) Белгородской области, центр Алейниковского сельского поселения.

## Описание
Расположено в восточной части области, в 15 км к юго-востоку от районного центра, города Алексеевки. 
| 1859 | 1897 | 2002 | 2010 |
| ---- | ---- | ---- | ---- |
| 1151 | ↘523 | ↘488 | ↗490 |

Улицы и переулки
| - ул. Луговая - ул. Новая - ул. Парковая - ул. Садовая - ул. Светлая - ул. Центральная - ул. Южная | - 1-й Парковый пер. - 1-й Центральный пер. - 2-й Парковый пер. - 2-й Центральный пер. |

## История
Село Алейниково (хутор Юрков) возникло в первой половине 18 века как один из хуторов Алексеевской вотчины графа Н.П. Шереметева.
Упоминается в Памятной книжке Воронежской губернии за 1887 год как "слобода Алейникова" Алейниковской волости Бирюченского уезда. Число жителей обоего пола — 1214, число дворов — 144.

## Образование
В селе действует Муниципальное бюджетное общеобразовательное учреждение «Алейниковская основная общеобразовательная школа».

## Религия
Алейниково относится к Валуйско-Алексеевской епархии.
В селе действует храм Владимирской иконы Божией Матери.

### Памятники и мемориалы
Памятник советским воинам-землякам, не вернувшимся с войны.